# Golden Nymph Awards
El Festival de Televisión de Montecarlo es un festival internacional que otorga los Golden Nymph Awards. Centrado en producciones para televisión que se realiza anualmente en el principado de Mónaco. Fue creado en 1961 por el príncipe Raniero III de Mónaco, quien quería "incitar una nueva forma de expresión artística al servicio de la paz y de la armonía entre los hombres". Pero desde los años 1980, es principalmente un gran mercado.
En 2002, el festival fue reorganizado para incluir categorías adicionales que reconocieran nuevas tendencias en la industria de la televisión.
El premio más valioso del festival es una estatuilla hecha de oro, copia de Salmacis, creada por el escultor monegasco François Joseph Bosio, y denominada Ninfa de Oro.

## Premiados españoles

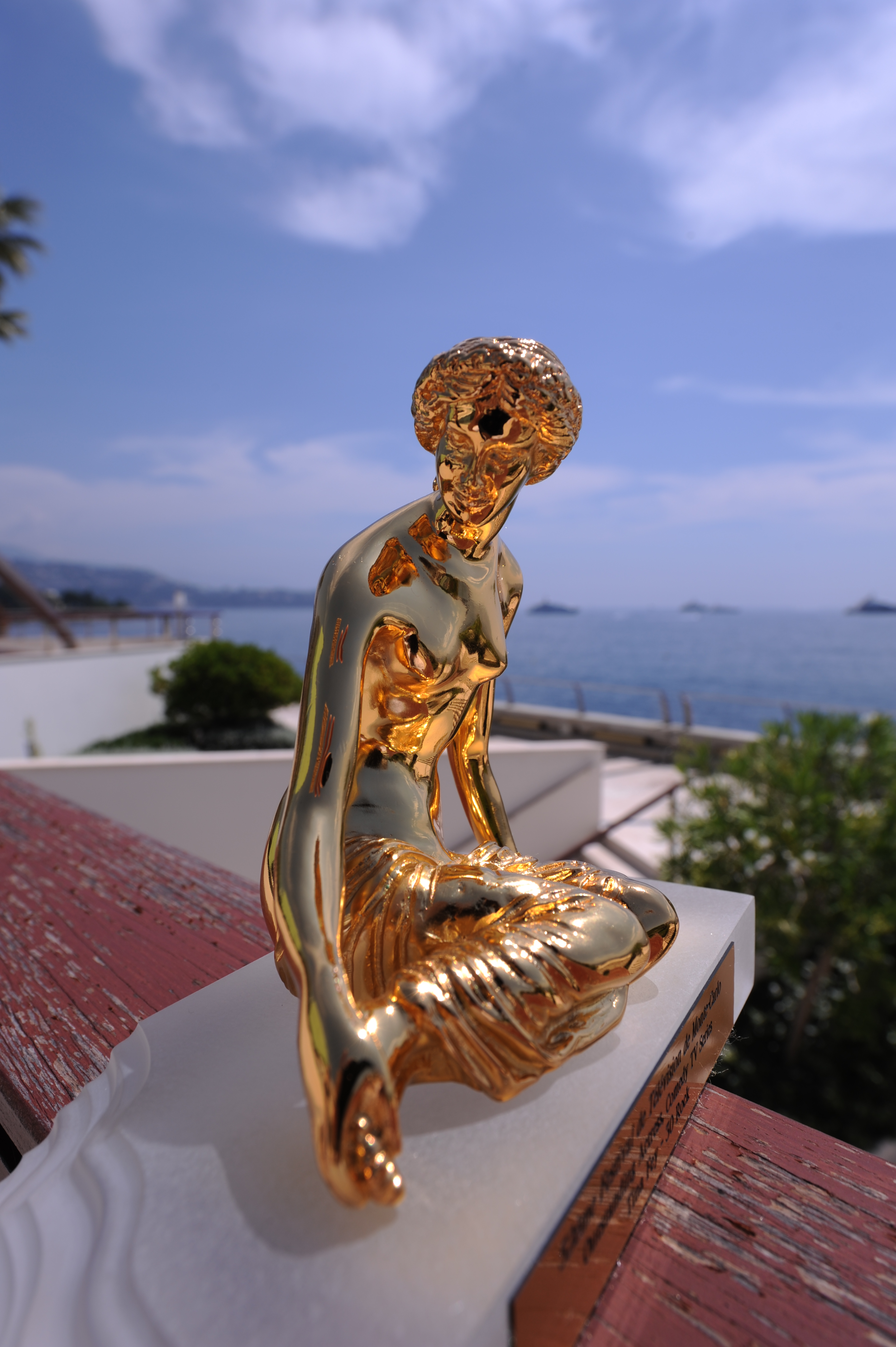
Ninfa de Oro, trofeo del festival

Entre los premiados se encuentran los siguientes de nacionalidad española:
- Historias para no dormir. El asfalto (1967).[2]
- Historia de la frivolidad (1968).[2]
- El Irreal Madrid (1969).[3]
- La cabina (1972).
- Los pajaritos (1974).
- El hombre y la tierra (1976).[4]
- Yoyes (1989)[5]
- Carmen Maura por Arroz y tartana (2004).
- Juli Mira, premio al mejor actor en la categoría de Películas para TV, por Electroshock (2006).
- Miguel Ángel Bernardeau por Cuéntame cómo pasó (2008).[6]
- Esther Ortega por Desaparecida (2008).[6]
- En portada. Científicos españoles en el Ártico (2008).[6]
- Carta a Eva (2013).[7]
- Los olvidados de los olvidados (2013).[7]
- Belén Rueda (2015) por su interpretación de Candela en la serie de Telecinco B&B, de Boca en Boca.
- La casa de papel (2018).[8]